# Выпуск 1846 года (Вест-Пойнт)
Выпуск 1846 года в американской военной академии Вест-Пойнт считается одним из самых знаменитых. Это был самый большой класс для того времени — 59 человек. Кадеты этого выпуска поступили в академию в 1842 году и окончили её как раз перед войной с Мексикой. 53 кадета этого выпуска приняли участие в мексиканской войне, из них погибло четверо. Двое погибли в войнах с индейцами в 1850-х годах. 10 выпускников этого класса стали генералами армии Конфедерации, 12 стали генералами федеральной армии во время гражданской войны. Из них на стороне Конфедерации погибли трое, а на стороне Союза — один (Джессе Рено).
Суперинтендантом академии в 1846 году был Генри Брюэртон.
| Имя                    | ранг | звание                  | примечания |
| ---------------------- | ---- | ----------------------- | --- |
| Чарльз Сифорт Стюарт   | 1    | полковник               | Полковник инженерных войск федеральной армии |
| Джордж Макклелан       | 2    | генерал-майор           | главнокомандующий Потомакской армии, кандидат в президенты на выборах 1864 года.                                                                 |
| Чарльз Блант           | 3    | полковник               | Полковник инженерных войск федеральной армии |
| Джон Грей Фостер       | 4    | генерал-майор           | генерал федеральной армии, командующий Огайской армией                                                                                           |
| Эдмунд Хардкастл       | 5    | капитан                 | участник Мексиканской войны, уволился из армии в 1856 году, с 1870 по 1880 член законодательного собрания Мэриленда.                             |
| Френсис Брайан         | 6    | капитан                 | капитан инженерных войск, уволился из армии 10 июня 1861 года                                                                                    |
| Джордж Дерби           | 7    | капитан                 | умер в мае 1861 года |
| Джессе Рено            | 8    | генерал-майор           | Командир IX федерального корпуса, погиб в сражении при Южной Горе                                                                                |
| Кларендон Уильсон      | 9    | первый лейтенант        | Умер в Альбукерке в 1853 |
| Томас Уитби            | 10   | второй лейтенант        | умер в 1849 году |
| Эдмунд Хайес           | 11   | первый лейтенант        | умер в 1853 |
| Эдвард Бойнтон         | 12   | майор                   | Участник мексиканской войны, преподаватель химии, автор книги «History of West Point, and the Origin and Progress of the U. S. Military Academy» |
| Дариус Кауч            | 13   | генерал-майор           | генерал федеральной армии, командир II корпуса Потомакской армии                                                                                 |
| Генри Сирс             | 14   | первый лейтенант        | участник мексиканской войны, покинул армию в 1849                                                                                                |
| Уильям Даттон          | 15   | полковник               | полковник 98-го нью-йоркского полка, умер от болезни в июле 1862 года                                                                            |
| Джон Браун             | 16   | капитан                 | участник мексиканской и третьей семинольской войн, офицер армии Конфедерации                                                                     |
| Томас Джонатан Джексон | 17   | генерал-лейтенант       | Командир II корпуса Северовирджинской армии, погиб в сражении при Чанселорсвилле                                                                 |
| Альберт Мэджилтон      | 18   | полковник               | полковник 4-го пенсильванского полка, покинул армию после сражения при Фредериксберге                                                            |
| Труман Сеймур          | 19   | генерал-майор           | генерал федеральной армии, участник сражения за форт Самтер. Командовал федеральной армией в сражении при Оласти.                                |
| Коллвил Майнор         | 20   | второй лейтенант        | служил в артиллерии, погиб в сражении при Монтеррей                                                                                              |
| Чарльз Гилберт         | 21   | полковник               | офицер федеральной армии, командир III корпуса Огайской армии, участник сражения при Перривилле.                                                 |
| Маркус Симпсон         | 22   | полковник               | участник мексиканской войны и гражданской войны на штабных должностях                                                                            |
| Руфус Бэкон            | 23   | ---                     | умер через месяц после выпуска |
| Гамильтон Шилдс        | 24   | первый лейтенант        | участник мексиканской войны, уволился из армии в 1854                                                                                            |
| Джон Адамс             | 25   | бригадный генерал       | Генерал армии Конфедерации, погиб в сражении при Франклине.                                                                                      |
| Ричард Раш             | 26   | полковник               | Участник мексиканской войны и кампании на полуострове. Уволился в 1864.                                                                          |
| Генри Энингер          | 27   | второй лейтенант        | участник мексиканской войны, уволился из армии в 1849, консул на Кубе (1886—1894)                                                                |
| Томас Кастор           | 28   | первый лейтенант        | участник мексиканской войны, умер в 1855 в Калифорнии                                                                                            |
| Чарльз Джилберт        | 29   | бригадный генерал       | Генерал федеральной армии |
| Александр Роджерс      | 30   | второй лейтенант        | Погиб в сражении при Чапультепеке |
| Оливер Тейлор          | 31   | первый лейтенант        | Участник мексиканской войны и индейских войн, погиб в Юте в 1858                                                                                 |
| Сэмюэл Стёрджис        | 32   | генерал-майор           | генерал федеральной армии |
| Джордж Стоунман        | 33   | генерал-майор           | Командующий федеральным кавалерийским корпусом                                                                                                   |
| Джеймс Оакс            | 34   | бригадный генерал       | генерал федеральной армии |
| Уильям Смит            | 35   | бригадный генерал       | Генерал армии Конфедерации, умер от желтой лихорадки в 1862                                                                                      |
| Джордж Эванс           | 36   | второй лейтенант        | участник мексиканской войны, умер в 1859 |
| Дэбни Моури            | 37   | генерал-майор           | генерал армии Конфедерации |
| Иннис Палмер           | 38   | генерал-майор           | участник мексиканской войны, генерал федеральной армии                                                                                           |
| Джеймс Стюарт          | 39   | второй лейтенант        | служил на фронтире, скончался от ран в июне 1851                                                                                                 |
| Парменас Тарнлей       | 40   | капитан                 | капитан федеральной армии, вышел в отставку в 1863 по болезни                                                                                    |
| Дэвид Джонс            | 41   | генерал-майор           | Умер в 1863 после перенапряжения во время Мерилендской кампании                                                                                  |
| Альфред Гиббс          | 42   | бригадный генерал       | Генерал федеральной армии, присутствовал при капитуляции генерала Ли у Аппоматтокса                                                              |
| Джордж Гордон          | 43   | генерал-майор           | генерал федеральной армии |
| Фредерик Миерс         | 44   | подполковник            | офицер федеральной армии |
| Де Лансей Флойд-Джонс  | 45   | полковник               | Получил временное звание полковника за храбрость под Геттисбергом                                                                                |
| Джон Уилкинс           | 46   | полковник               | участник мексиканской и гражданской войны, командовал 3-м регулярным пехотным полком при Чанселорсвилле                                          |
| Джозеф Уистлер         | 47   | полковник               | участник мексиканской и гражданской войн |
| Томас Эсли             | 48   | второй лейтенант        | Погиб в 1847 в сражении при Чурубуско |
| Нельсон Дэвис          | 49   | бригадный генерал       | участник мексиканской войны, служил в армии Союза, получил звание подполковника за храбрость под Геттисбергом                                    |
| Томас Макконелл        | 50   | капитан                 | умер в апреле 1861 года |
| Мэтью Стивенсон        | 51   | капитан                 | Служил в федеральной армии в Аризоне, оставил службу в 1862                                                                                      |
| Джордж Хэмфрейз        | 52   | врем. второй лейтенант  | умер в 1847 на кавалерийской тренировке |
| Уильям Тайлер          | 53   | первый лейтенант        | участник мексиканской войны, умер в 1853 |
| Кадмус Уилкокс         | 54   | генерал-майор           | генерал Армии Конфедерации |
| Уильям Гарднер         | 55   | бригадный генерал       | генерал армии Конфедерации |
| Эдмунд Расселл         | 56   | первый лейтенант        | погиб при перестрелке с индейцами в 1853 |
| Арчибаль Боттс         | 57   | врем.. второй лейтенант | Умер в Мексике через год после выпуска |
| Самуэль Мэкси          | 58   | генерал-майор           | Генерал армии Конфедерации |
| Джордж Пикетт          | 59   | генерал-майор           | Генерал армии Конфедерации |

| Выпускники 1846 года                                                                                                 |
| --- |
| - Джордж Макклелан - Джексон "Каменная стена" - Джордж Пикетт - Джессе Рено - Джордж Гордон (1846) - Джордж Стоунман |